# 斬、
『斬、』（ざん）は、2018年11月24日に公開された日本映画。英題は『Killing』。
塚本晋也にとって初の時代劇作品だが、20年以上温めていた企画で、これまでの塚本作品と同様に監督自ら出演・脚本・撮影・編集・製作を務める。
第75回ヴェネツィア国際映画祭コンペティション部門、第54回トロント国際映画祭マスターズ部門、第23回釜山国際映画祭ガラ・プレゼンテーション部門選出作品。

## 概要
監督の塚本は、「1本の刀を過剰に見つめ、なぜ斬らねばならないかに悩む若者を撮りたいと思った」と明かし、江戸時代末期の農村を舞台に、一人の浪人と周囲の人々を通して描かれる「生と死」の問題に迫る。時代劇ながらも現代人が持つ感覚を投影させ、開国論で揺れた時代を描いている。
撮影は全編、山形県の鶴岡市内で2017年8月末から9月にかけてに行われた。
長年にわたり塚本作品の音楽を手掛けてきた石川忠が2017年12月に亡くなり、この作品も石川が音楽を担当していたが、監督の塚本が受け継ぐ形で石川の作り上げてきた音楽を編集し完成させた。これにより、第51回シッチェス・カタロニア国際映画祭の最優秀音楽賞を受賞した。

## あらすじ
250年ものあいだ泰平の世が続いた江戸時代末期。困窮で藩を離れる武士も多く、江戸近郊の農村に身を寄せる若き浪人・都筑杢之進（池松壮亮）もその一人だった。杢之進は農家を手伝い食つなぐ日々を送りながら、農家の息子・市助（前田隆成）に剣の稽古をつけ自身の腕も磨き続き、市助の姉・ゆう（蒼井優）とは身分の違いがありながらも密かに想い合っていた。この頃、国内は開国するか否かで不穏な空気が漂い、ゆうは杢之進が村を離れ中央へ参戦する日が近づいている事と武士に憧れる血気盛んな弟を心配していた。ある日、三人は一人の剣豪・澤村（塚本晋也）と出くわす。杢之進と市助の稽古を見ていた澤村は杢之進の剣の腕にすっかり惚れ込み、自分の組織の一員として江戸へ行き、泰平を守るため京都の動乱に参戦しないかと二人に声を掛ける。誘いを引き受け、市助は農民の自分も連れて行ってもらえると喜ぶが、杢之進は剣の才能はあるが人を斬った事が無くそんな自分に葛藤する。そんな時、どこからか流れ着いてきた無頼者（中村達也）たちが村にやって来る。悪い噂の立つ彼らの存在に農民たちは怯え、剣の立つ杢之進にどうにかしてほしいと願うが、杢之進たちが江戸へ旅立つ前に小さな村で事件が起きる。

## キャスト
- 都築杢之進 - 池松壮亮
- ゆう - 蒼井優
- 源田瀬左衛門 - 中村達也
- 市助 - 前田隆成
- 澤村次郎左衛門 - 塚本晋也

- 嘉兵衛 - 大槻修治
- 滝 - クノ真季子
- 一蔵 - 横内直人

- 浪人 - 塚本耕司

- 浪人 - 辻井正人
- 浪人 - 神高貴宏
- 浪人 - 入江庸仁
- 浪人 - 須森隆文
- 浪人 - 尾崎一彦
- 浪人 - 叶雅貴
- 浪人 - 松浦健城
- 浪人 - 加藤幸司
- 浪人 - 充吉修介
- 浪人 - 市川裕隆
- 浪人 - 平山久能
- 浪人 - 上野太
- 浪人 - 清水修
- 浪人 - 酒巻二郎
- 浪人 - 長尾寿充
- 浪人 - 神保良介
- 村人 - 中村元

## スタッフ
- 監督・脚本・撮影・編集 - 塚本晋也
- 撮影 - 塚本晋也、林啓史
- 照明 - 坂本あゆみ、中西克之
- 美術 - 遠藤剛
- 衣装 - 宮本まさ江
- 音楽 - 石川忠
- サウンド - 北田雅也
- 殺陣 - 辻井啓伺
- 時代考証 - 大石学
- 助監督 - 林啓史

## 評価
第75回ヴェネツィア国際映画祭コンペティション部門で受賞は逃すが、審査員長を務めた映画監督のギレルモ・デル・トロは本作を「サムライを兵器として描き、刀で斬ることの理由を問う残忍な寓話。パンクな鉄男シリーズにも通じる作品に込められた強烈なテーマ性。」と評し、2018年のお気に入り映画にも選出した。第69回芸術選奨の文部科学大臣賞を塚本晋也が本作で受賞した際には「日本映画史上の時代劇に敬意を払いつつ、『人を斬る』ことの意味を通じ、今までの時代劇には見られない『生と死』を巡る哲学的な考察に踏み込んでいる。」と受賞理由が発表された。映画監督のイ・チャンドンは主演の池松との対談で、「池松さんが演じている侍は今までに観た日本映画のどの侍とも違う、純粋な人間の姿をしていました。」と本作で池松が演じた人を斬れずに葛藤する浪人の姿を評した。

### 受賞
- 第33回高崎映画祭[15]
  - 最優秀作品賞
  - 最優秀主演男優賞（池松壮亮）
- 第73回毎日映画コンクール 男優助演賞（塚本晋也）[16]
- 第92回キネマ旬報ベスト・テン 日本映画ベスト・テン第7位[17]
- 第51回シッチェス・カタロニア国際映画祭 最優秀音楽賞（石川忠）[9]
- 第23回日本インターネット映画大賞 日本映画音楽賞（石川忠）[18]
- 第13回アジア・フィルム・アワード 編集賞（塚本晋也）[19]
- 第69回芸術選奨文部科学大臣賞 映画部門（塚本晋也）[20]
- 2018年度全国映連賞 男優賞（池松壮亮）[21]
- ジャパンアクションアワード2019[22][23]
  - ベストアクション作品賞 優秀賞
  - ベストアクション男優 優秀賞（池松壮亮）